# Bandera de la victoria sobre el Reichstag

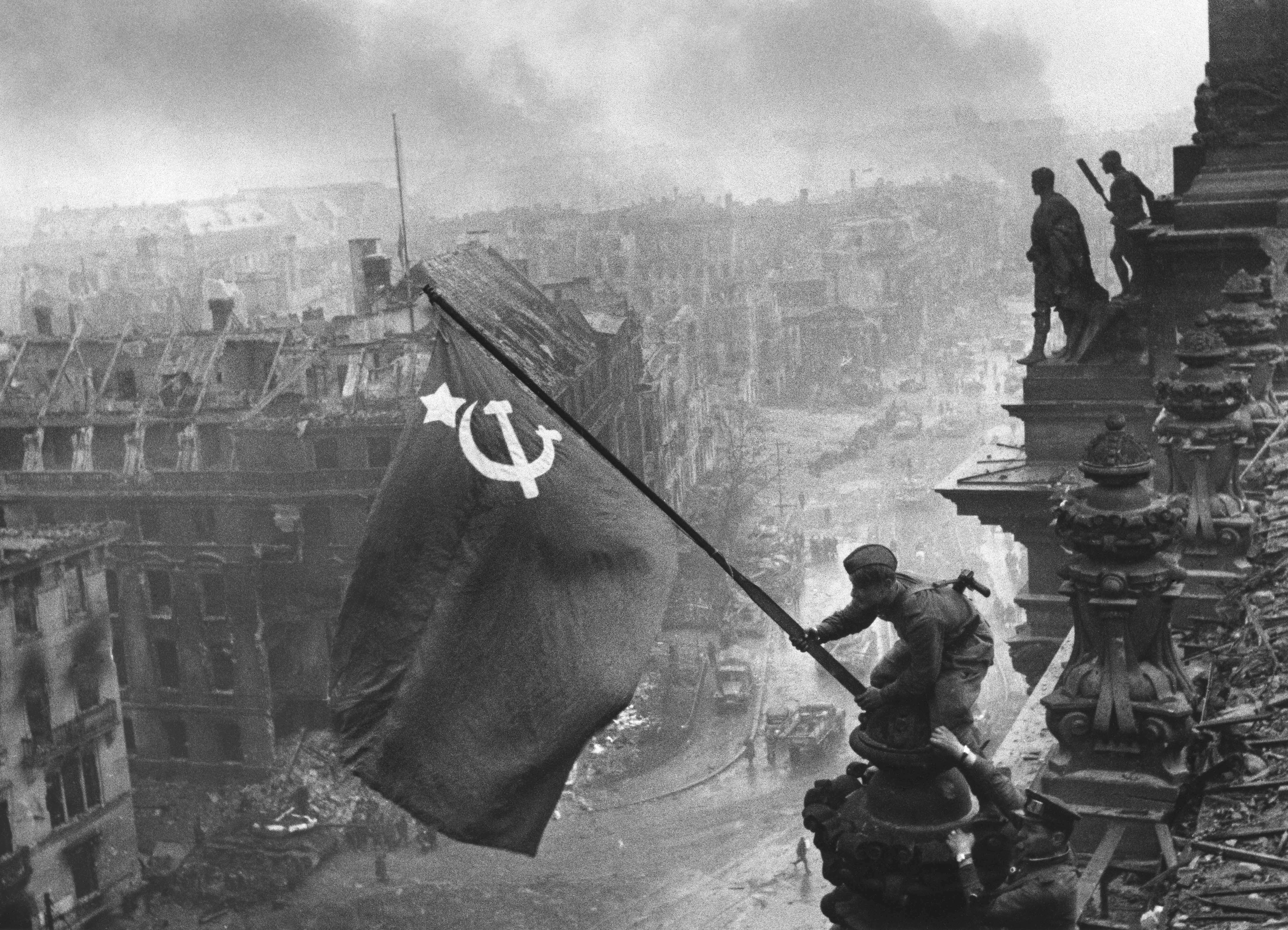
La bandera de la victoria sobre el Reichstag, por Evguéni Jaldéi

Bandera de la victoria sobre el Reichstag (en ruso: Знамя Победы над Рейхстагом, romanizado: Znamia Pobiedi nad Reijstagom) es una fotografía del corresponsal de guerra soviético Evguéni A. Jaldéi tomada el 2 de mayo de 1945 en el tejado del edificio semidestruido del Reichstag. Es una de la serie de fotografías que se utilizan ampliamente para ilustrar la victoria de la Unión Soviética en la Gran Guerra Patria. Estas figuran entre las imágenes más utilizadas de la Segunda Guerra Mundial. 

## Antecedentes

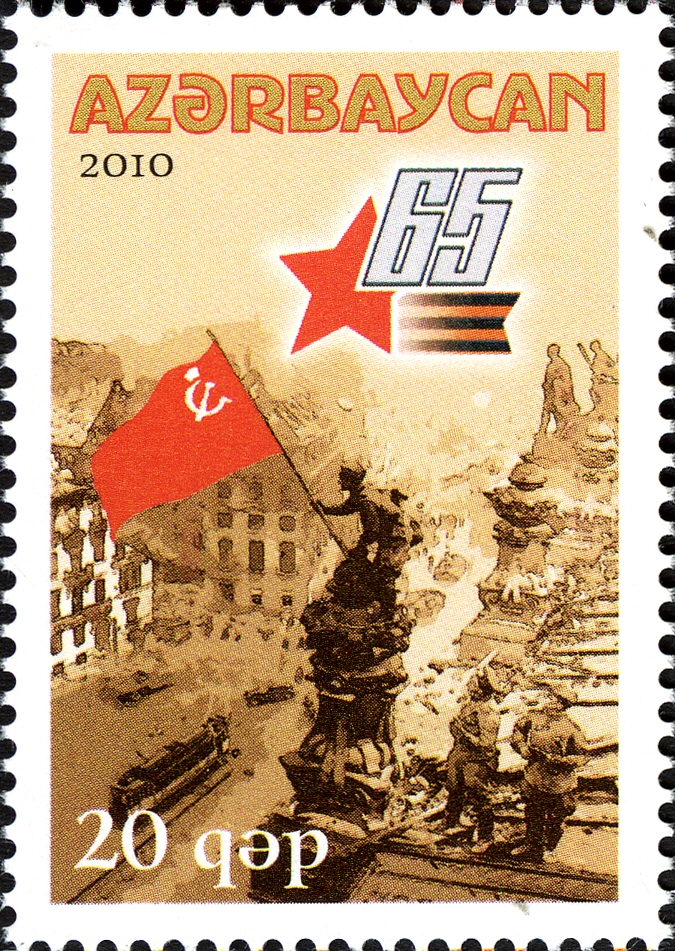
Un sello azerbaiyano que conmemora el 65 aniversario de la victoria en la Gran Guerra Patria.

La batalla de Berlín fue la última ofensiva y operación militar importante del teatro europeo de la Segunda Guerra Mundial. A partir del 16 de enero de 1945, el Ejército Rojo quebró el frente alemán, como resultado de la Ofensiva del Oder-Vístula y avanzaron hacia el oeste a través de Alemania, tan rápido como 30-40 kilómetros al día. La batalla de Berlín duró desde finales de 20 de abril de 1945 hasta la mañana del 2 de mayo y fue una de las batallas más sangrientas de la historia. Como Berlín cayó a manos del Ejército Rojo, el fotógrafo Yevgueni Jaldéi reunió a algunos soldados con la esperanza de conseguir una fotografía como la tomada por los estadounidenses en Iwo Jima, Japón.

## Retoques
Tras el revelado en la agencia de Moscú, los soviéticos se dieron cuenta de que un soldado tenía varios relojes en sus muñecas, prueba del saqueo de los soviéticos. En el cuarto oscuro manipularon la imagen para que los relojes fueran eliminados. Del mismo modo se añadió humo en el fondo para darle más dramatismo. Algunas teorías, sin embargo, afirman que el soldado llevaba un reloj y una brújula de mano. Aunque la práctica de llevar una brújula y un reloj era común en los soldados del Ejército Rojo, la brújula podía ser confundida con un reloj por ojos civiles.

## La bandera

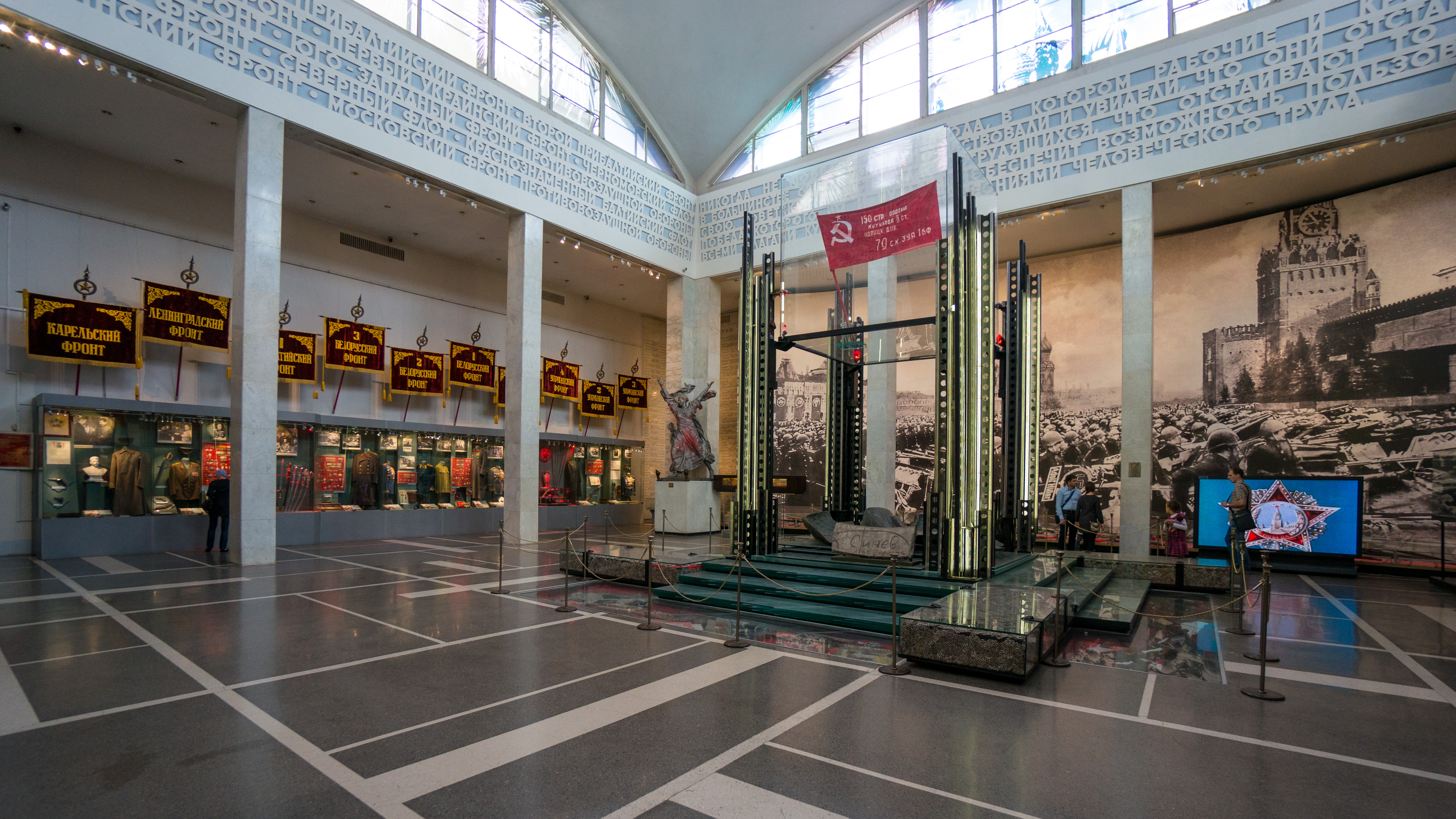
La bandera original (denominada Bandera de la Victoria) actualmente se expone en el Museo Central de las Fuerzas Armadas de Rusia.

El 9 de mayo de 1945 la bandera fue entregada al estado mayor de la División 150 y en vez de ella apareció otra sobre el Reichstag. El 20 de junio de 1945 la bandera, llamada ahora Bandera de la Victoria, fue trasladada a Moscú en un avión de carga, y desde entonces está en el Museo Central de las Fuerzas Armadas. La bandera se convirtió en una reliquia que representa la Gran Guerra Patriótica.